# Jana Turoňová
Jana Turoňová (* 1. října[zdroj?] 1983 Brno) je česká právnička, mediátorka a politička. V roce 2024 byla zvolena zastupitelkou Jihočeského kraje jako nestranička za ČSNS.

## Život
Pochází z Brna. Absolvovala Právnickou fakultu Masarykovy univerzity v Brně. Ve své právnické praxi je zapsána ministerstvem spravedlnosti jako odbornice se specializací v oboru mediace v rámci soudních sporů. Působí na katedře právní teorie na Právnické fakultě Masarykovy univerzity. V roce 2019 vstoupila do České strany sociálně demokratické a v rámci strany působila v ústřední odborné právní komisi. V prosinci 2021 kandidovala na předsedkyni ČSSD, avšak na sjezdu strany nakonec svou kandidaturu stáhla. Předsedou se stal Michal Šmarda.

## Politické působení
Po roce 2021 působila v rámci frakce strany, která usilovala o vytvoření široké koalice různých stran včetně KSČM. Spolu s Petrem Drulákem působí v rámci spolku Svatopluk. Vyslovila se proti kontaktům vedení České strany sociálně demokratické s podnikatelem Janem Bartou. V dubnu 2023 byla Jana Turoňová několika krajskými a okresními organizacemi České strany sociálně demokratické nominována na předsedkyni strany, stranickým vedením ČSSD však byla navržena na vyloučení ze strany z důvodů údajného podkopávání politiky strany a setkávání se s členy vedení KSČM, včetně Kateřiny Konečné, Josefa Skály či Michalem Semínem ze spolku Svatopluk. V rámci projednávání jejího vyloučení v pražském Lidovém domě ji mimo jiné podpořili sociální demokraté jako Jan Kavan a Karel Šplíchal. Proti vyloučení se vyslovila i ekonomka Ilona Švihlíková. Na 45. sjezdu Sociální demokracie v Plzni odehrávající se 10. června 2023 bylo potvrzeno její vyloučení ze strany.
Ve volbách do Evropského parlamentu v červnu 2024 kandidovala jako nestranička za SD-SN na 3. místě kandidátky uskupení „STAČILO!, koalice KSČM, SD-SN a ČSNS“. Získala 3 418 preferenčních hlasů a stala se tak první náhradnicí. V krajských volbách v roce 2024 byla zvolena jako nestraník za ČSNS zastupitelkou Jihočeského kraje, a to na kandidátce subjektu „STAČILO!, koalice KSČM, ČSSD, ČSNS, SD-SN“.
Ve volbách do Poslanecké sněmovny PČR v roce 2025 je lídryní uskupení Stačilo! (KSČM, SOCDEM, ČSNS, SD-SN, Moravané) v Jihočeském kraji.

## Osobní život
Má tři děti.